# Gesamtgenealogie der griechisch-mediterranen Mythologie

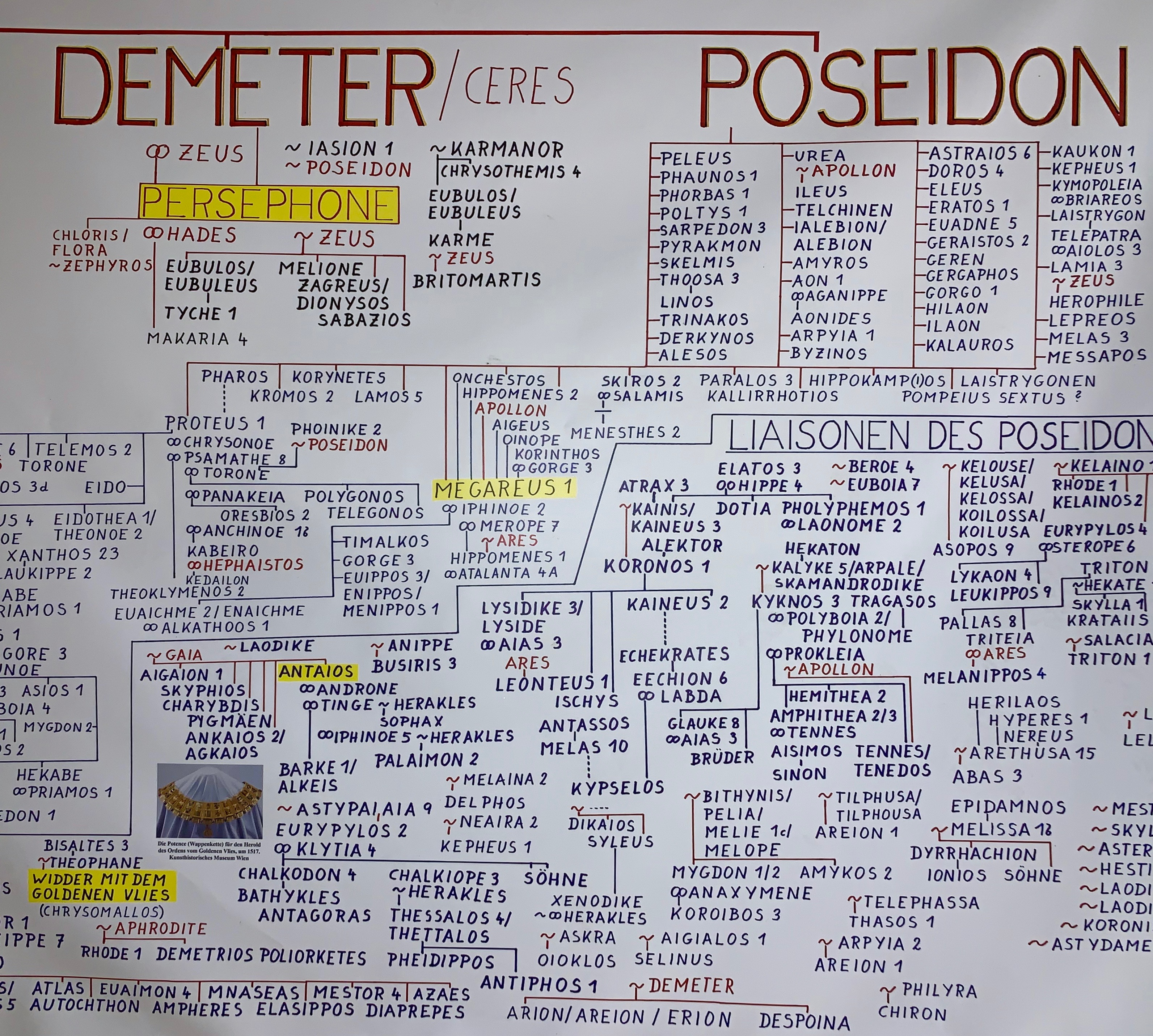
Ausschnitt (ca. 5 %) aus der Genealogie

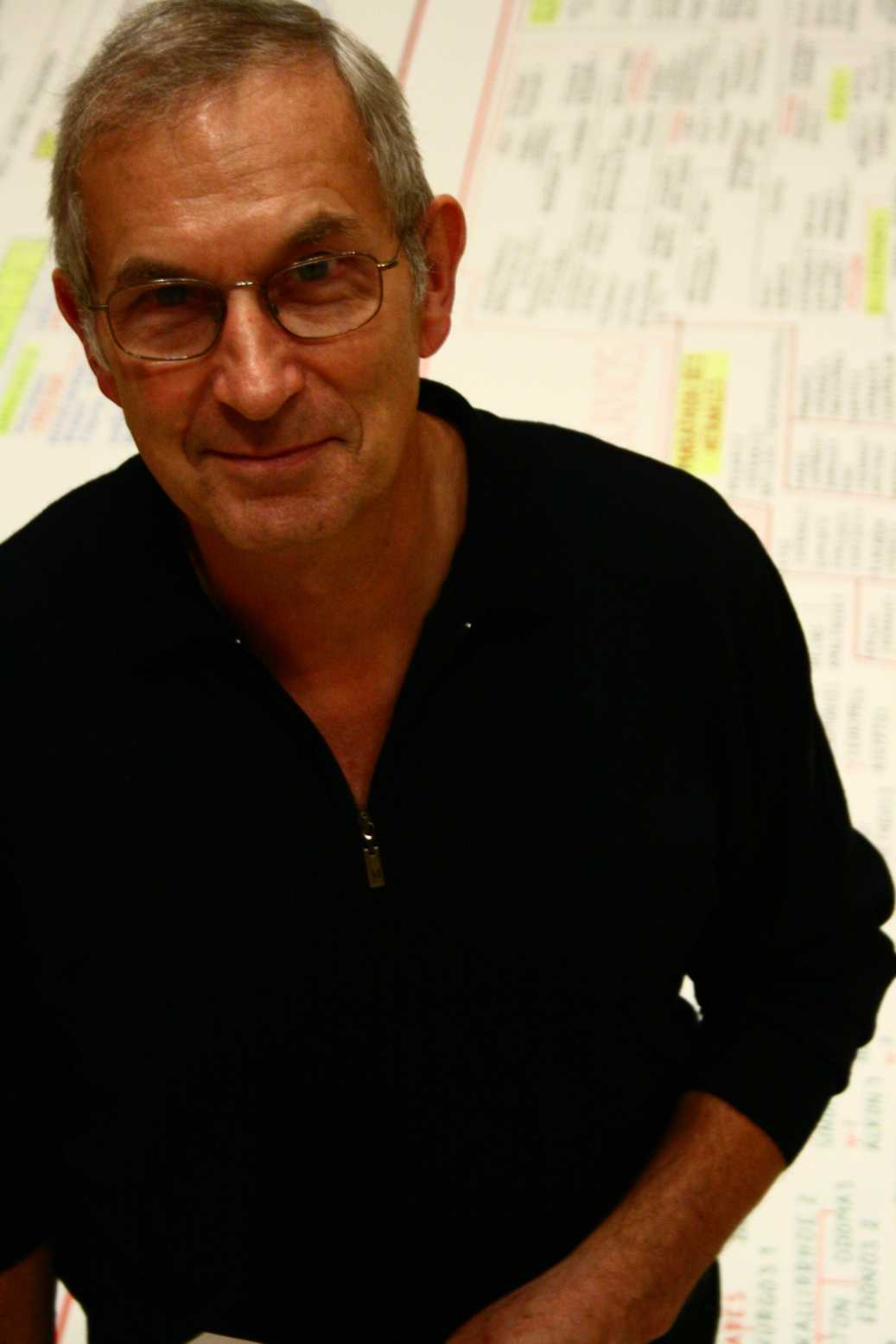
Dieter Macek

Eine Gesamtgenealogie der griechisch-mediterranen Mythologie wurde von Dieter Macek (* 1942 in Bludenz) zusammengetragen. Diese Genealogie wurde in diversen Ausstellungen, unter anderem in Bregenz, Berlin, Salzburg und Linz gezeigt.

## Entstehungsgeschichte
Dieter Macek schloss eine Kochlehre ab und war danach bei den Österreichischen Bundesbahnen, zuletzt als Bahnhofsvorstand, beschäftigt. Er interessierte sich seit der Jugend für Griechische Mythologie und begann auf Basis seiner Lektüre erste Stammbäume zusammenzustellen. Ab 1975 ging er systematisch vor und plante eine grafische Gesamtgenealogie. Nebenbei beschrieb Macek die Namen der einzelnen Götter, Halbgötter und Helden in einem Lexikon, das mit der Zeit auf über elftausend Seiten anwuchs. Für wichtige Figuren, wie etwa Achilleus oder Aeneas, fasste er zum Teil umfangreiche Lebensläufe zusammen.
Die Arbeiten für die Grafik und das Lexikon schloss Macek 2003 vorläufig ab und überprüfte sie in mehrjähriger Arbeit anhand von Paulys Realencyclopädie der classischen Altertumswissenschaft auf sachliche Richtigkeit. Anschließend brachte er die Gesamtgenealogie auf einer ca. 55 Meter langen und 1,7 Meter hohen Kartonage in Reinschrift. Inzwischen ist die Gesamtlänge der bebilderten Fassung auf 73 Meter angewachsen. Das Original befindet sich im Depot der Vorarlberger Landesbibliothek. Die Graphik wurde danach digital erfasst. 2015 wurde Dieter Macek der Berufstitel „Professor“ verliehen.

## Die Gesamtgenealogie
Die Aufstellung der Genealogie von 5.771 mythologischen Götter- und Heldengestalten aus dem griechisch-mediterranen Raum wurde auf einer Schautafel zusammengestellt. Dazu gibt es tausende Seiten Erläuterungstext. Sowohl ein Abbild der Genealogie als auch die Erläuterungen zu ca. 7.700 Namen machte der Autor der Öffentlichkeit im Internet zugänglich.
Generell ist eine allgemeingültige Gesamtgenealogie der griechischen Mythologie nicht möglich, da zahlreiche unterschiedliche Traditionen überliefert sind, die in vielen Details einander widersprechen. Dieter Macek zeigte bei der Erstellung seiner Genealogie auch Widersprüche auf der Schautafel auf und weist in der Dokumentation seiner Gesamtgenealogie auf die in der Literatur vorkommenden Varianten hin. Er gibt dezidiert an, dass es sich bei seiner Zusammenstellung um kein wissenschaftliches Werk im engeren Sinn handelt, sondern um ein Kunstwerk. Die Dokumentation seiner Gesamtgenealogie enthält Hinweise auf Varianten.
Dieter Macek führte seine Arbeit während dreiunddreißig Jahren im Rahmen privater Bemühungen aus. Das originale Endprodukt (noch ohne Bilder) wies 55 Laufmeter Stammbaum auf.
Als Grundlagen für die Erstellung der Gesamtgenealogie gibt Macek Werke der griechischen und römischen Literatur sowie Paulys Realencyclopädie der classischen Alterthumswissenschaft an.

## Ausstellungen

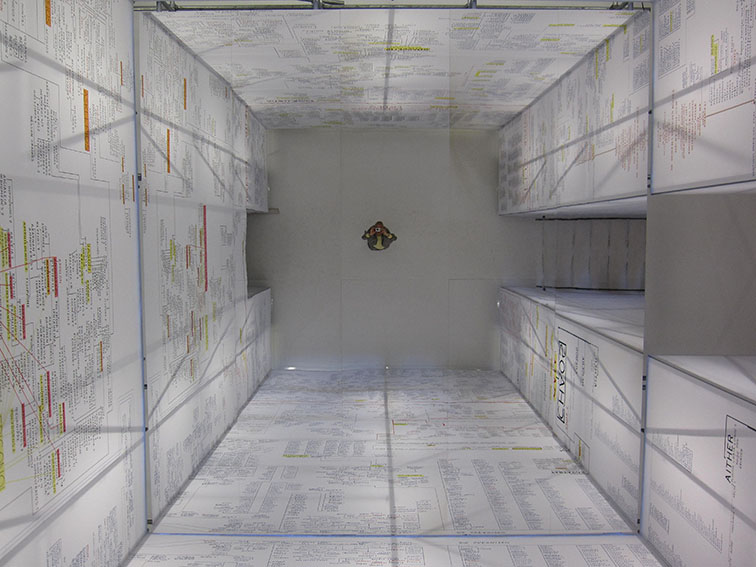
Ausstellung im Berliner Pergamonmuseum

Die Genealogie wurde auf unterschiedlichen Ausstellungen in einer jeweils eigens dafür kreierten Form gezeigt. Die in der Genealogie verwendeten Bilder sind austauschbar. Auf diese Weise kann ein Bezug zum jeweiligen Ausstellungsort oder -anlass hergestellt werden; so wurden beispielsweise in der jeweiligen Stadt oder Region vorhandene Kunstwerke zur Illustration eingesetzt.
Ein Ausschnitt der Genealogie wurde als Bühnenbild zu Albert Lortzings Oper Der Wildschütz an der Felix-Mendelssohn-Bartholdy-Hochschule für Musik und Theater in Leipzig verwendet. Die Erstausstellung in Bregenz präsentierte Dieter Macek gemeinsam mit dem Vorarlberger Schriftsteller Michael Köhlmeier.
- 2009: Bregenz, Kuppelsaal der Vorarlberger Landesbibliothek
- 2011: Berlin, Pergamonmuseum
- 2013: Linz, Landesmuseum
- 2014: Leipzig, Bühnenbild der Oper
- 2014: Salzburg, Mirabellgarten (Freiluftausstellung)[7]
- 2015: Linz, Ars Electronica
- 2016: Lauterach, Tenn
- 2017: Lauterach, Lange Nacht der Museen[8]

Erstausstellung im Bregenzer Kuppelsaal

- 2018: Graz, Universitätsmuseum